# Datana opposita
Datana opposita är en fjärilsart som beskrevs av Barnes och Benjamin 1927. Datana opposita ingår i släktet Datana och familjen tandspinnare. Inga underarter finns listade i Catalogue of Life.